# Телурит
Телурит — мінерал, діоксид телуру ланцюжкової будови. (Назва — J.Nikol, 1849). Синонім: вохра телурова.

## Опис
Формула ТеО2. Містить (%): Те — 79,6; О — 20,4. Сингонія ромбічна типу брукіту. Ромбо-дипірамідальний вид. Кристали голчасті, пластинчасті, листуваті. Утворює також сферичні агрегати з радіально-променистою структурою і порошкуваті нальоти. Спайність досконала по (010). Густина 5,9. Твердість 2. Колір від жовтого до білого і безбарвного. Блиск напівалмазний. Прозорий. Листочки гнучкі. Продукт окиснення самородного телуру та телуридів.

## Розповсюдження
Зустрічається в районі Болдер (шт. Колорадо, США), Бая-де-Арієш, Златна (Румунія), преф. Ідзу (Японія), Дашкесан (Азербайджан). Рідкісний.